# آنتال دونائی
آنتال دونائی (مجاری: Dunai Antal؛ زادهٔ ۲۱ مارس ۱۹۴۳) بازیکن و مربی فوتبال اهل مجارستان بود.
از باشگاه‌هایی که در آن بازی کرده‌است می‌توان به باشگاه فوتبال دبرتسنی، باشگاه فوتبال اویپشت، و باشگاه فوتبال رئال بتیس اشاره کرد.
وی در مسابقات کشوری و بین‌المللی در مجموع برندهٔ ۱ مدال طلا، ۱ مدال نقره شده‌است.